# Elsa Joubert
Elsabé Antoinette Murray Joubert (Paarl, 19 oktober 1922 – Kaapstad, 14 juni 2020) was een Zuid-Afrikaans journaliste en schrijfster van reisverhalen en romans.

## Biografie
Paarl in de West-Kaap is haar geboorteplaats. Haar ouders waren afkomstig van de hugenoten, die na 1686 Frankrijk ontvluchtten en zich in Zuid-Afrika vestigden. Haar vader was in Paarl hoofd van een scholengemeenschap annex lerarenopleiding en diens vader was dominee in de plaats Worcester. Beide mannen hebben een belangrijke invloed gehad op haar ontwikkeling en schrijven. Haar moeder sprak consequent Engels met haar. Joubert heeft een oudere broer en een jonger zusje dat op vierjarige leeftijd stierf, een gebeurtenis die jarenlang zwaar rustte op de jonge Elsa.
De schrijfster groeide op in Paarl en bezocht daar de meisjesschool La Rochelle. Ze studeerde  aan de  Universiteit van Stellenbosch waar ze haar BA (Arts) haalde in 1942, waarna ze de lerarenopleiding deed. Om haar studie te bekostigen gaf ze een jaar les aan de Hogere Meisjesschool in Cradock, waarna ze zich liet inschrijven aan de Universiteit van Kaapstad. Joubert behaalde daar in 1945 haar Masters. Ze kreeg al snel een baan bij het maandblad Die Huisgenoot, waar ze van 1946-1948 verantwoordelijk was voor de vrouwenpagina's.
In 1948 vertrok ze op een reis die haar van Kaapstad naar Caïro zou brengen, een ongebruikelijke stap (Zuid-Afrikanen die op reis gingen in die tijd gingen bijna altijd naar Europa), zeker voor een vrouw alleen. In 1949 reisde zij door Europa, in het begin met haar toekomstige man Klaas Steytler. Ze verbleef er twee jaar, terwijl zij, om in haar onderhoud te voorzien, werkte voor de Verenigde Naties  in Genève en op de Zuid-Afrikaanse ambassade in Lissabon.
In 1950 trouwde het stel en vestigde zich in Johannesburg, waar Steytler, ook journalist en schrijver, en Joubert gedurende een aantal jaren verbonden waren aan de  redactie van Die Transvaler. Na 15 jaar verhuisde het gezin (inmiddels waren er drie kinderen, Elsabé, Henriëtte en Nicolaas) naar Kaapstad. Elsa Joubert behoorde tot de groep Zuid-Afrikaanse schrijvers die zich verzette tegen het apartheidssysteem en steeds geprobeerd heeft de situatie van zwarte schrijvers aan te kaak te stellen en te verbeteren. Joubert verzette zich vooral tegen het feit dat er zoveel boeken van zwarte schrijvers verboden werden. Samen met haar man was ze nauw betrokken bij de oprichting van die Afrikaanse Skrywersgilde en later ook als voorzitter. Een van de belangrijkste doelstellingen was om een vuist te maken tegen de censuurwetten. Ze behoorde ook tot het kleine groepje blanke schrijvers dat was uitgenodigd voor de Victoria Falls Writers´ Conference in 1989 in Zimbabwe. Klaas Steytler stierf in 1998 in Kaapstad.
Elsa Joubert heeft na haar eerste reis in 1948 nog vele reizen gemaakt, met en zonder man en met en zonder kinderen. Ze bezocht zowel landen in Afrika als Europa. Het is dan ook niet verwonderlijk dat haar eerste boeken vooral over haar reizen gingen. Het lukte haar wel om  journalistieke stukjes over dit onderwerp geplaatst te krijgen in kranten en bladen,  het vinden van een uitgever voor haar eerste boek Water en woestijn ging moeizaam. Toen ze echter eenmaal naam gemaakt had, was dit probleem van de baan. Tafelberg heeft na het eerste boek  al haar boeken uitgegeven. In haar laatste reisverslag, Gordel van Smarag, doet ze verslag van de reis die ze samen met haar man maakte door Indonesië, in de voetsporen van C. Louis Leipoldt, die eerder een reis door dit land maakte en daarover schreef in Uit my Oosterse dagboek (1932).
Haar eerste roman Ons wag op die kaptein, speelt op een plantage in Angola. In Die Wahlerbrug wordt een Kafka-achtige wereld beschreven terwijl haar derde roman  Bonga zich afspeelt in een nederzetting van “halfbloeden” in de late 19de eeuw in Mozambique. Haar grootste bekendheid verkreeg zij na publicatie van Die swerfjare van Poppie Nongena. Hierin wordt het verhaal verteld van een zwarte vrouw en haar familie, die gedwongen door de wetten van het apartheidssysteem hun gehele leven een zwervend bestaan leiden. Die laaste Sondag is gesitueerd in een grensdorpje in het moderne Zuid-Afrika. In Missionaris vertelt ze het verhaal van de Nederlander Aart van der Lingen die in het begin van de 19de eeuw in de Kaap als zendeling werkte. Die reise van Isobelle beschrijft de lotgevallen van vier generaties van een blanke familie, van de Tweede Anglo-Boerenoorlog tot het apartheidsregime in de jaren 80.
Het is niet verwonderlijk dat niet alleen haar romans, maar ook haar korte verhalen getuigen van de grote maatschappelijke en politieke onrust in Zuid-Afrika in de jaren 70 en 80. De verhalen in Dansmaat zijn hier een voorbeeld van en ook in de bundel Melk spelen rassenverhoudingen een prominente rol. In Die vier vriende en ander stories uit Afrika baseert de schrijfster zich op verhalen uit zwart Afrika.
Een bezoek aan nazaten van Boeren in Argentinië in 1985 wordt beschreven in de novelle Pampas, terwijl Klooster gebaseerd is op een bezoek van de schrijfster aan het Katharinaklooster in de Sinaïwoestijn.
Eenmaal op hoge leeftijd schreef Joubert twee autobiografieën. ‘n Wonderlike geweld gaat over haar jeugd en haar tijd op de middelbare school, Reisiger beschrijft haar ‘schrijversreis’, eindigend met de periode-Mandela en het overlijden van haar man in 1998. In 2017 verscheen Spertyd, een boek over oud worden.
Elsa Joubert stierf in juni 2020 in Kaapstad aan de gevolgen van een besmetting met het coronavirus.

### Reisverhalen
- 1957 Water en woestyn (Uganda en Kaïro)
- 1959 Die verste reis (Zuid Europa)
- 1962 Suid van die wind (Madagaskar en Mauritius)
- 1964 Die staf van Monomotapa (Mosambiek)
- 1968 Swerwer in die Herfsland (Oost-Europa)
- 1974 Die nuwe Afrikaan (Angola)
- 1997 Gordel van Smarag (Indonesië)

### Romans
- 1963 Ons wag op die kaptein
- 1969 Die Wahlerbrug
- 1971 Bonga
- 1978 Die swerfjare van Poppie Nongena
- 1983 Die laaste Sondag
- 1988 Missionaris
- 1994 Die reise van Isobelle
- 2005 'n Wonderlike geweld (autobiografie)
- 2009 Reisiger (autobiografie)
- 2017 Spertyd[3]

### Korte verhalen
- 1980 Melk
- 1987 Die vier vriende en ander stories uit Afrika (kinderboek)
- 1993 Dansmaat
- 2002 Twee Vroue, bevat 2 novellen: Klooster en Pampas

### Toneel
- 1983 Sondag
- 1984 Poppie  (samen met Sandra Kotze)

## In het Nederlands vertaald
- De zwarte dagen van Poppie Nongena; het aangrijpende levensverhaal van een vrouw in Zuid-Afrika. (Vertaald uit het Afrikaans door Aleid Swierenga) 1985, Kosmos, Uitgevers Bv, ISBN 9789063252083
- We wachten op de commandant. Vertaald uit het Afrikaans door Rob van der Veer. Kampen, uitgeverij Aldo Manuzio, 2021. ISBN 9789492600424

## Prijzen en bekroningen
- 1964 Eugène Maraisprys (Ons wag op die kaptein)
- 1971 CNA Prijs (Bonga)
- 1978 CNA Prijs (Die swerfjare van Poppie Nongena)
- 1979 Louis Luyt Prijs (Die swerfjare van Poppie Nongena)
- 1979 WA Hofmeyr Prijs (Die swerfjare van Poppie Nongena)
- 1981 Winifred Holtby Prize (The Long Journey of Poppie Nongena)
- 1989 WA Hofmeyr Prijs (Missionaris)
- 1996 WA Hofmeyr Prijs (Die reise van Isobelle)
- 1998 Hertzogprijs (Die reise van Isobelle)
- 2001 Patrick Petersen Memorial Prize
- 2003 ATKV Prestige Award (for her contribution to Afrikaans culture)
- 2004 Order of Ikhamanga in silver
- 2010 University of Johannesburg Literary Prize
- 2010 Recht Malan Prize for English or Afrikaans Nonfiction
- 2011 Louis Hiemstra Prize (Reisiger)